# بطولة آسيا للمبارزة 1995
بطولة آسيا للمبارزة 1995 (بالإنجليزية: 1995 Asian Fencing Championships) أقيمت في سول، كوريا الجنوبية في الفترة من 2 أغسطس إلى 8 أغسطس 1995.

## ملخص الميداليات

### رجال
| Event             | الذهبية                     | الفضية                       | البرونزية                      |
| ----------------- | --------------------------- | ---------------------------- | ------------------------------ |
| سيف المبارزة فردي | دميتري ديموف · كازاخستان    | حسن ملا الله · الكويت        | يانغ روي سونغ · كوريا الجنوبية |
| سيف المبارزة فردي | دميتري ديموف · كازاخستان    | حسن ملا الله · الكويت        | تشو هي جاي · كوريا الجنوبية    |
| سيف المبارزة فرق  | كازاخستان                   | اليابان                      | كوريا الجنوبية                 |
| سلاح الشيش فردي   | هيروكي إيشيغاتاني · اليابان | دونغ تشاوتشي · الصين         | تشونغ سو كي · كوريا الجنوبية   |
| سلاح الشيش فردي   | هيروكي إيشيغاتاني · اليابان | دونغ تشاوتشي · الصين         | كيم هيونغ سوب · كوريا الجنوبية |
| سلاح الشيش فرق    | الصين                       | كوريا الجنوبية               | كازاخستان                      |
| السيف العربي فردي | يو سانغ جو · كوريا الجنوبية | يون بوم دوك · كوريا الجنوبية | هيدينوري موناكاتا · اليابان    |
| السيف العربي فردي | يو سانغ جو · كوريا الجنوبية | يون بوم دوك · كوريا الجنوبية | سيو سيونغ جون · كوريا الجنوبية |
| السيف العربي فرق  | كوريا الجنوبية              | كازاخستان                    | اليابان                        |

### سيدات
| Event             | الذهبية                                                      | الفضية                       | البرونزية                                                   |
| ----------------- | ------------------------------------------------------------ | ---------------------------- | ----------------------------------------------------------- |
| سيف المبارزة فردي | كو جونغ سون · كوريا الجنوبية                                 | كيم يون أ · كوريا الجنوبية   | نوريكو كوبو · اليابان                                       |
| سيف المبارزة فردي | كو جونغ سون · كوريا الجنوبية                                 | كيم يون أ · كوريا الجنوبية   | لي ميونغ هي [خطأ: تحقق من وسيط ورمز اللغة] · كوريا الجنوبية |
| سيف المبارزة فرق  | كوريا الجنوبية                                               | اليابان                      | هونغ كونغ                                                   |
| سلاح الشيش فردي   | ليم مي كيونغ [خطأ: تحقق من وسيط ورمز اللغة] · كوريا الجنوبية | كيم دونغ إم · كوريا الجنوبية | ميكي يوشيماتسو · اليابان                                    |
| سلاح الشيش فردي   | ليم مي كيونغ [خطأ: تحقق من وسيط ورمز اللغة] · كوريا الجنوبية | كيم دونغ إم · كوريا الجنوبية | نيليا سيفوستيانوفا · كازاخستان                              |
| سلاح الشيش فرق    | كوريا الجنوبية                                               | كازاخستان                    | اليابان                                                     |

## جدول الميداليات
*   البلد المضيف (مضيف)
| المرتبة | فريق           | ذهبية | فضية | برونزية | المجموع |
| ------- | -------------- | ----- | ---- | ------- | ------- |
| 1       | كوريا الجنوبية | 6     | 4    | 7       | 17      |
| 2       | كازاخستان      | 2     | 2    | 2       | 6       |
| 3       | اليابان        | 1     | 2    | 5       | 8       |
| 4       | الصين          | 1     | 1    | 0       | 2       |
| 5       | الكويت         | 0     | 1    | 0       | 1       |
| 6       | هونغ كونغ      | 0     | 0    | 1       | 1       |
| المجموع | المجموع        | 10    | 10   | 15      | 35      |

## وصلات خارجية
- الموقع الرسمي